# Y2K (esthétique)

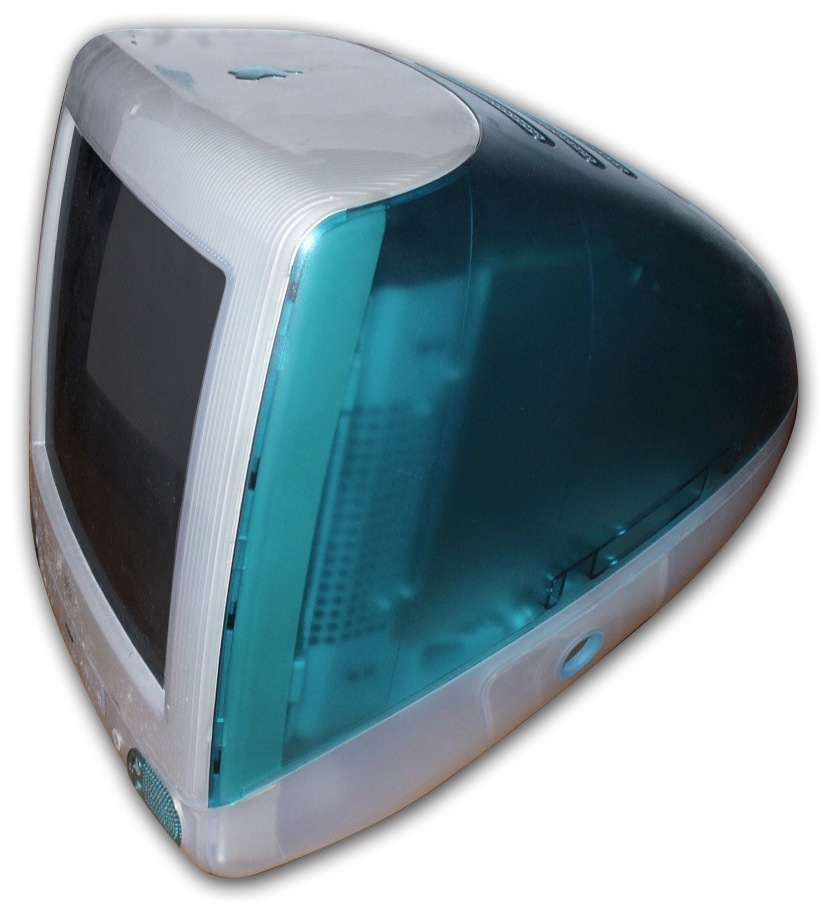
L'iMac G3 d'Apple, commercialisé entre 1998 et 2003 avec un design, courant dans l'esthétique Y2K.

L'esthétique Y2K, ou simplement Y2K est une aesthetic basée sur les produits, les styles et la mode de la fin des années 1990 et du début des années 2000. Le nom Y2K est dérivé de l'abréviation « Year 2K » ou « Year 2000 » inventée par le programmeur David Eddy pour décrire le bug informatique de l'an 2000. Le Y2K peut inclure dans ses designs des matériaux synthétiques ou métalliques, des meubles gonflables et des interfaces informatiques de l'ère dotcom. Il peut également emprunter des éléments de l'esthétique McBling,, avec laquelle il est parfois confondu.
À l'origine, le Y2K en tant qu'esthétique Internet faisait référence rétrospectivement à un mouvement artistique rétrofuturiste, caractérisé par des matériaux métalliques, des blobjects (en) et des vêtements réfléchissants. Le terme « Y2K » est popularisé au cours des années 2020, avant de désigner plus largement la mode des années 2000 en général. L'ancienne définition du Y2K est parfois connue sous le nom de « Cybercore » pour se différencier de la seconde qui a gardé le nom originel.

## Origine
L'esthétique est comparé à de la « nowstalgie », un phénomène où des individus reprennent des codes et éléments d'une époque passée et les réutilisent en jouant sur la nostalgie et une vision déformée positivement de ceux-ci, souvent dans un contexte actuel défavorable,. Les changements et évolutions rapide des années 2000 sont dus aux attentats du 11 septembre 2001, à la guerre contre le terrorisme et aux progrès technologiques rapides de la décennie, comme l'iPod et l'iPhone. The Designers Republic, un collectif britannique de design graphique, est parfois associé à la popularisation des esthétiques de l'an 2000,.

## Caractéristiques visuels
Le Y2K possède dans ses codes plusieurs caractéristiques particulière. On retrouve dans le design des objets électronique des parois extérieures translucide ou transparente qui laissent apparaitre l'intérieur ou des matériaux brillants et irisés comme le plastique ou le métal. Egalement, les objets peuvent avoir une forme de bulle, une esthétique spécifique connue sous le nom de blobjects (en).
Les vêtements adoptent aussi une apparence brillante mais ce n'est pas systématique. Les habits sont souvent courts et coloré en dégradé. 
Dans les montages photos Y2K, telle que les pubs ou albums, plusieurs codes reviennent. On note une utilisation du flou du mouvement des personnages, une superposition des éléments, l'utilisation de l'angle "fish eyes" et de motifs futuriste et technologique tel que le code binaire. 
Les thèmes liés à l'espace et à l'imagerie robot sont aussi très présents.

### Mode
Des éléments de mode caractéristiques des années 2000 comme les crop-tops, les tailles basses, les strass ou les tatouages du bas du dos, sont présents dans le style Y2K.